# Принцеса Мононоке
„Принцеса Мононоке“ (на японски: もののけ姫) е японски аниме фентъзи филм на Хаяо Миадзаки от Студио Гибли. „Мононоке“ (物の怪) не е име, но общ термин в японски език за дух или чудовище. Филмът за първи път излиза в Япония на 12 юли 1997 г. и в Съединените щати на 29 октомври 1999 г.
„Принцеса Мононоке“ е най-печелившата лента в Япония до 1997 г., когато е изместена от „Титаник“. Освен това той е първата анимационна продукция, която печели наградата на Японската академия за филм на годината.

## Сюжет
Това е една история от времето на воините самураи и изолираните селца във феодална Япония. Ашитака спасява селото си от разгневен горски дух, но е заразен с проклятие. Той тръгва на път, за да намери лек, и неволно попада в центъра на война между горски божества и миньорска колония. Начело на една от воюващите страни е Сан — принцесата Мононоке, осиновена от вълците. Смелата принцеса защитава гората от човешкото посегателство. Ашитака се намесва, за да спре двете воюващи страни, но е наранен. С помощта на Сан раните му са излекувани, но проклятието остава...

## Персонажи
| Персонаж          | Японски език      | Английски език     |
| ----------------- | ----------------- | ------------------ |
| Ашитака           | Йоджи Матсуда     | Били Крудъп        |
| Сан               | Юрико Ишида       | Клеър Дейнс        |
| Лейди Ебоши Гозен | Юко Танака        | Мини Драйвър       |
| Джико Бо          | Каору Кобаяши     | Били Боб Торнтън   |
| Короку            | Машахико Нишимура | Джон ДеМита        |
| Гонза             | Тсунехико Камиджо | Джон Димаджо       |
| Моро              | Акихиро Миуа      | Джилиън Андерсън   |
| Хии-сама          | Митсуко Мори      | Деби Дерибери      |
| Окото             | Хисайа Моришиге   | Кийт Дейвид        |
| Токи              | Суми Шимамото     | Джейда Пинкет Смит |

## Музиката
Музиката във филма е на японския композитор Джо Хисаиши.

## В България
В България филмът се разпространява на VHS на 24 ноември 2000 г. на Айпи Видео с български войсоувър дублаж на студио Доли. В него участват Ива Апостолова, Георги Георгиев и Георги Тодоров. Режисьор на дублажа е Добромир Чочов.